# Ghiacciaio Pascoe
Il ghiacciaio Pascoe è un ghiacciaio lungo circa 2,8 km situato nella regione centro-occidentale della Dipendenza di Ross, in Antartide. Il ghiacciaio, il cui punto più alto si trova a circa 1800 m s.l.m., si trova in particolare nella parte centrale del versante orientale della dorsale Convoy, dove fluisce verso nord partendo da una cresta montuosa situata nella zona settentrionale delle cime Staten Island e scorrendo fino ad arrivare quasi sul fondo della valle Greenville.

## Storia
Il ghiacciaio Pascoe è stato mappato dai membri della spedizione Terra Nova, condotta dal 1910 al 1913 e comandata dal capitano Robert Falcon Scott, ma è stato così battezzato solo in seguito su proposta del geologo neozelandese Christopher J. Burgess, membro della spedizione antartica dell'Università Victoria di Wellington svolta nel 1976-77, in onore di John D. Pascoe, alpinista e fotografo neozelandese autore di diversi libri sulla montagna.